# Campeonato Federal de Segunda de Ascenso
El Campeonato Federal de Segunda de Ascenso fue la segunda división del torneo más importante de la Federación Uruguaya de Basketball. Fue inicialmente denominado como Liga Intermedia. 
En el año 2004, fue reemplazado por la Liga Uruguaya de Ascenso, tras la disolución del Campeonato Federal para crear la Liga Uruguaya de Básquetbol, que tiene como objetivo integrar a la competición los equipos del interior que a diferencia del Federal incluía solo equipos de la capital.

## Campeones

### Títulos por año
| Temporada | Campeón                  |
| --------- | ------------------------ |
| 1935      | Goes                     |
| 1936      | Velsen                   |
| 1937      | Biguá                    |
| 1938      | Sud América              |
| 1939      | Bohemios                 |
| 1940      | Welcome                  |
| 1941      | Malvin                   |
| 1942      | Peñarol                  |
| 1943      | Stockolmo                |
| 1944      | Montevideo               |
| 1945      | Biguá                    |
| 1946      | Albatros                 |
| 1947      | Tabaré                   |
| 1948      | Unión                    |
| 1949      | Progreso                 |
| 1950      | Unión                    |
| 1951      | Reducto                  |
| 1952      | Sayago                   |
| 1953      | El Faro                  |
| 1954      | Trouville                |
| 1955      | Goes                     |
| 1956      | Unión                    |
| 1957      | Albatros                 |
| 1958      | Nacional                 |
| 1959      | Unión                    |
| 1960      | Albatros                 |
| 1961      | Stockolmo                |
| 1962      | Albatros                 |
| 1963      | Montevideo               |
| 1964      | Aguada                   |
| 1965      | Unión                    |
| 1966      | Defensores De Maroñas    |
| 1967      | Neptuno                  |
| 1968      | Unión Atlética           |
| 1969      | Peñarol                  |
| 1970      | Waston                   |
| 1971      | Aguada                   |
| 1972      | Hebraica y Macabi        |
| 1973      | Neptuno                  |
| 1974      | Cordón                   |
| 1975      | Capurro                  |
| 1976      | Atenas                   |
| 1977      | Sporting                 |
| 1978      | Colón                    |
| 1979      | Olimpia                  |
| 1980      | Trouville                |
| 1981      | Nacional                 |
| 1982      | Tabaré                   |
| 1983      | Atenas                   |
| 1984      | Trouville                |
| 1985      | Aguada                   |
| 1986      | Verdirrojo               |
| 1987      | Peñarol                  |
| 1988      | Tabaré                   |
| 1989      | Aguada                   |
| 1990      | Peñarol                  |
| 1991      | Stockolmo                |
| 1992      | Nacional                 |
| 1993      | Malvin                   |
| 1994      | Bohemios                 |
| 1995      | Trouville                |
| 1996      | Miramar                  |
| 1997      | Nacional                 |
| 1998      | Malvin                   |
| 1999      | Verdirrojo               |
| 2000      | Plaza                    |
| 2001      | “A”Nacional–“B”Larrañaga |
| 2002      | “A”Aguada–“B” Bohemios   |
| 2003      | Tabaré                   |

### Títulos por equipo
| Club                | Títulos | Años                          |
| ------------------- | ------- | ----------------------------- |
| Unión               | 5       | 1948, 1950, 1956, 1959 y 1965 |
| Nacional            | 5       | 1958, 1981, 1992, 1997 y 2001 |
| Aguada              | 5       | 1964, 1971, 1985, 1989 y 2002 |
| Peñarol             | 4       | 1942, 1969, 1987 y 1990       |
| Tabaré              | 4       | 1947, 1982, 1988 y 2003       |
| Albatros            | 4       | 1946, 1957, 1960 y 1962       |
| Trouville           | 4       | 1954, 1980, 1984 y 1995       |
| Bohemios            | 3       | 1939, 1994, 2002              |
| Malvín              | 3       | 1941, 1993, 1998              |
| Stockolmo           | 3       | 1943, 1961, 1991              |
| Goes                | 2       | 1935 y 1955                   |
| Biguá               | 2       | 1937 y 1945                   |
| Montevideo          | 2       | 1944 y 1963                   |
| Neptuno             | 2       | 1967 y 1973                   |
| Atenas              | 2       | 1976 y 1983                   |
| Verdirrojo          | 2       | 1986 y 1999                   |
| Larrañaga           | 1       | 2001                          |
| Plaza               | 1       | 2000                          |
| Miramar             | 1       | 1996                          |
| Olimpia             | 1       | 1979                          |
| Colón               | 1       | 1978                          |
| Sporting            | 1       | 1977                          |
| Capurro             | 1       | 1975                          |
| Cordón              | 1       | 1974                          |
| Hebraica y Macabi   | 1       | 1972                          |
| Waston              | 1       | 1970                          |
| Unión Atlética      | 1       | 1968                          |
| Defensor de Maroñas | 1       | 1966                          |
| El Faro             | 1       | 1953                          |
| Sayago              | 1       | 1952                          |
| Reducto             | 1       | 1951                          |
| Progreso            | 1       | 1949                          |
| Welcome             | 1       | 1940                          |
| Sud América         | 1       | 1938                          |
| Velsen              | 1       | 1936                          |